# In het spoor van de Daltons
In het spoor van de Daltons (Sur la piste des Dalton) is het zeventiende album in de stripreeks Lucky Luke. Het verhaal werd geschreven door René Goscinny en getekend door Morris. Het album werd in 1962 uitgegeven door Dupuis.

## Inhoud
De Daltons ontsnappen uit de gevangenis. De bewakers vragen Lucky Luke om hen weer te vangen en geven hem de gevangenishond, Rataplan, mee als hulpje. Lucky Luke heeft echter niet veel aan de hond, die niet bepaald snugger is. De Daltons beginnen al snel weer terreur te zaaien. Lucky Luke spoort ze op en weet Joe Dalton in Rightful Bend te arresteren. Als Lucky Luke ook de andere Daltons wil arresteren, mislukt dat echter door een flater van Rataplan en wordt hij zelf gevangengenomen. De burgers van Rightful Bend ruilen Lucky Luke in voor Joe, en Lucky komt weer vrij. De Daltons gaan vervolgens weer verder met de streek terroriseren. Als geen enkele stad Lucky Luke meer wil herbergen, uit angst voor de Daltons, beseft Lucky dat hij de Daltons snel moet arresteren. Averell Dalton komt Rataplan in Sinful Gulch (waar Lucky ook is) zoeken, omdat hij de hond wel mag. Dankzij Rataplan weet Lucky Averell te arresteren. Als de andere Daltons Averell komen zoeken, vinden ze Lucky Luke en willen ze hem doden. Door een fout van Joe weet Lucky de Daltons te arresteren en weer naar de gevangenis te brengen, waar Rataplan ze nu goed bewaakt. Lucky Luke gaat weer op pad.

## Trivia
- In het spoor van de Daltons is het eerste album waarin Rataplan voorkomt.
- De lange smalle cowboy met zware kuif die Lucky Luke informeert dat er paarden zijn gestolen is een cameo van striptekenaar Jijé.